# Brachyotum ledifolium
Brachyotum ledifolium är en tvåhjärtbladig växtart som först beskrevs av Louis Auguste Joseph Desrousseaux, och fick sitt nu gällande namn av José Jéronimo Triana. Brachyotum ledifolium ingår i släktet Brachyotum och familjen Melastomataceae. Inga underarter finns listade i Catalogue of Life.